# 恋と選挙とチョコレート
『恋と選挙とチョコレート』（こいとせんきょとチョコレート、Love, Election & Chocolate）は、2010年（平成22年）10月29日にspriteから発売されたアダルトゲーム。spriteの第1作。略称は「恋チョコ」。

## 発売歴
- 2010年（平成22年）
  - 10月29日 - 初回限定特装版（描き下ろしパッケージ 初回限定特装版仕様盤面 原画集同梱）が発売。
  - 11月19日 - 通常版（初回ロットのみ描き下ろしクリア下敷き同梱）が発売。
- 2011年（平成23年）
  - 12月29日 - TVアニメ化記念特装版（描き下ろしパッケージ 恋チョコ×I'veマキシシングルCD・初回限定特装版同様の原画集・『いますぐお兄ちゃんに妹だっていいたい!』設定集同梱）が発売。
- 2012年（平成24年）
  - 9月27日 - KADOKAWA アスキー・メディアワークスからPlayStation Portable (PSP) 版『恋と選挙とチョコレート PORTABLE』のパッケージ版が発売[4][注 1]。
  - 10月24日 - KADOKAWA アスキー・メディアワークス からPlayStation Portable (PSP) 版『恋と選挙とチョコレート PORTABLE』のDL版が発売。
- 2020年（令和2年）
  - 12月25日 - PSP版のCGを一部追加した『恋と選挙とチョコレート High Resolution』が発売[5]。

## ストーリー
生徒数6000人を越えるメガ学園「私立高藤学園」に通う大島裕樹は、幼馴染の住吉千里とともに食品研究部（ショッケン）の部員だが、大した活動もせず堕落した日々を過ごしていた。そんな時、次期生徒会長最有力候補の東雲皐月が「無実績部活の整理および廃止」を提案し、ショッケンは廃部の危機に陥る。部員たちは知恵を出し合い、現生徒会長・毛利夜雲の助言を受け、裕樹を対立候補として立候補させようとする。裕樹も次々と浮き彫りになる学園の「問題点」を知り、出馬を決意。かくして裕樹はショッケンの仲間達と共に無謀な選挙戦を、そして学園に潜む陰謀と戦うこととなる。

## 登場人物
※担当声優は、PC版 / テレビアニメ版・PSP版の順。

### 主要人物
大島 裕樹（おおじま ゆうき）
声 - 無し / 中村悠一、慶長佑香（幼少期）（どちらもアニメ版のみ）
身長：176cm 体重：65kg
本作の主人公で進学科2年生。父親は死別し、母親とマンションで2人暮らしをしている。優しい性格で思いやりがあるツッコミ役。元々お菓子作りが好きなこともあり、千里・美冬たちと一緒にショッケンに入部し平々凡々とした日々を過ごしてきた。今回の廃部の危機にあたり部員から選挙に立候補させられ、当初は絶対無理と断固拒否していたが、「学園の問題」を知り、自分で変えようと決意し、無謀ともいえる選挙戦で戦う事となった。大島を「おおしま」と読み間違われる事が多く、本人もそれを少し気にしている。本人は自覚していないが話術に長け、選挙での演説などでその才を発揮させる。彼の作るロールケーキ「大島ロール」は市販されているロールケーキと比べ物にならない程美味しく、知っている者たちには大人気。
アニメ版
アニメでは選挙に当選し生徒会長になるが、一般生徒からいきなり生徒会長になった裕樹にとってメガ学園である高藤学園の政策は超難題に等しく、皐月から「穴だらけの政策」と言われながらも皐月のサポートの下に四苦八苦しながらもこなしている。
住吉 千里（すみよし ちさと）
声 - 杜若桔梗 / 中村繪里子、中嶋ヒロ（幼少期）
身長：158cm 体重：45kg スリーサイズ：B84/W56/H83
本作のメインヒロイン。裕樹の幼馴染の少女で進学科2年生。また裕樹と同じマンションの隣室に住んでおり、時々ベランダ越しに裕樹の部屋にお邪魔している。大抵は裕樹と一緒に行動し、親友同然の会話のやり取りからも、美冬以外の周囲から二人が恋仲になる事は全く思われていない。勝気かつ活発な性格でショッケンの部長も務めている。板チョコをよく買うが、過去に起きた弟の事故が原因で自分は食べず、その度に裕樹にあげている。本人が初めて食べた時はあまりの不味さに嘔吐をした。また裕樹が事故で、軽傷を負った時には裕樹にしがみ付き一歩も離れようとはしなかった。文武両道で容姿に優れ、皐月と並ぶ「高藤学園二大美女」と呼ばれ、入学当時から現在に至るまで数々の男子生徒から告白を受けたがことごとく断っている。しかし、料理に関しては全くダメで、部員達にはかなり不評を買っている。父親は高藤学園OBで、たまに昔の高藤学園の色々な話を千里に語る。選挙時には選挙対策本部長として夜雲から教えられた選挙のノウハウを生かし、様々な場面での対策を受け持つ。
特に、先生に向かって、「ですます」の敬語は使わない。
PSP版では立ち絵のグラフィックが姉妹作である『いますぐお兄ちゃんに妹だっていいたい!』で使用された立ち絵をベースにしたものに一新された。
木場 美冬（きば みふゆ）
声 - 鳴坂ありす / 水橋かおり
身長：166cm 体重：43kg スリーサイズ：B80/W56/H81
本作のヒロインの1人。進学科2年生。裕樹達と同じショッケン部員で元々は裕樹たちとは1年年上だが、長期入院での単位不足で1年留年しており、留年当初はその事にコンプレックスを持っていたが、裕樹達と接している内に克服し親友関係となった。裕樹・千里の近所に住んでおり、毎日3人仲良く登校している。お腹に手術の痕の傷がある。元々身体が弱いため、体調不良で時々学校を休む事がある。北海道出身で、お菓子を含め北海道関係に詳しい。柔らかく優しそうな容姿と性格からショッケンの癒し的存在となっている。何かと例を挙げる時は裕樹達とは違う世代をネタ（例えば座布団運びのヤマダ→マコト）を言うことがある。ミニノートPCを持ち歩き、インターネットや整理作業など多種多様に使いこなし、選挙時には書記兼経理担当を受け持つ。
森下 未散（もりした みちる）
声 - 井ノ原理子 / 今井麻美
身長：155cm 体重：42kg スリーサイズ：B78/W55/H80
本作のヒロインの1人。1年生で、裕樹が選挙に立候補する直前にショッケンに入部した新人。衣更とはクラスメイトで学生寮で生活している。寡黙で必要以外の言動はしない性格で、周りもその感情の乏しさから何考えているのか理解できないが、生い立ちの影響で勘働きが鋭く、人の感情を「色」で視ることができる。何故か裕樹に懐き、俊敏な動きとその容姿（特に頭部辺り）からショッケンでは「猫」的存在となっている。棒状のお菓子を好み、やおい棒をよく食べる。ゲームが得意で、さるコンビが二人掛りで挑んできても余裕で勝てるほど。選挙時には雑用を担当している。
実は夜雲専任のS特でもあり、前任の扇橋香奈とは親友の仲。突如連絡を絶った香奈の行方を探るために、夜雲から与えられた任務を遂行している傍ら香奈の行方を探っていた。香奈から貰ったハーモニカを大切に持ち歩いている。
青海 衣更（あおみ いさら）
声 - 杏子御津 / 門脇舞以
身長：160cm 体重：48kg スリーサイズ：B82/W57/H82
本作のヒロインの1人。1年生で、未散のクラスメイト。経済特待生で、そのために心無い者からいわれのない差別を受けることもあるが、それにもめげずに笑顔を絶やさず頑張っている。とある出来事を機に裕樹たちと仲良くなり、時々だがショッケンを訪ねる事がある。父親は離別し、母親と弟2人の4人暮らし。入学前はモテていたにも拘らず、働きに出ている母親に代わって家事をこなして多忙なため、誰とも付き合わなかった。現在も一家を支えて働いている母親を助けようと弟達の面倒を見ながら家事全般をこなしている他、校則で厳禁となっているバイト（ファストフードショップ）も内緒でしている。経済特待生の選挙雑用業務の手伝いを申し込み、1%の確率にもかかわらずショッケン部担当に選ばれ、ショッケン部員たちと一緒に選挙戦で戦う事となる。
東雲 皐月（しののめ さつき）
声 - 小夏スミレ / 浅川悠
身長：163cm 体重：47kg スリーサイズ：B85/W58/H84
本作のヒロインの1人。進学科2年生。自治生徒会財務部長。1年の時から財務部に所属しており、運用部門で数々の実績を挙げ、その功績を讃えられ部長に就任した。高藤学園財務部きっての切れ者とも言われ、今回の選挙にあたり生徒会長に就任し、乱立している無実績の部活動を部費削減・場合によっては廃部すると公言し、生徒会長有力候補に挙げられている。性格は一本槍そのもので曲がった事が嫌いで、無実績そのもののショッケンの事は廃部候補筆頭に挙げている。また、姉で学園OGでもある葉月が本選挙まで勝ち進んだ過去から、生徒会長に当選して姉を越えようと意気込んでいる。その可憐な容姿と凛とした姿勢で、千里と並ぶ「高藤学園二大美女」と呼ばれ、今まで多々の男が言い寄ってきたが、問答無用できっぱりと断っている。裕樹の事は「ペコジマくん」などと言いながらもその性格に興味を持つ。
実家は深城区いなせにある老舗和菓子屋「卯月堂」で、和菓子に囲まれた生活をしている影響で洋菓子が好きで、性格が一変して瞳を輝かせるほど。将棋好きの父親と幼い頃から将棋で遊んでいた影響で将棋は強い方だが、姉には敵わない。
地震が苦手でちょっとの揺れでもすぐ反応する。
アニメ版
アニメ版では姉・葉月同様、裕樹に好意を持っている。ショッケンのメンツからは廃部を断行する敵＆非常に胸が大きい美少女として知られていたが、葉月の妹だと説明されたことで選挙のライバル程度に敵対度を下げられることになる。裕樹を通し葉月と和解、これまでの確執は真実を知らなかった皐月自身の誤解によるものだっと理解し謝罪した。選挙においては大沢たちによって選挙妨害され続けてきた裕樹を支援、選挙演説をさせてもらえない裕樹にも選挙演説させなければ選挙自体が成立しなくなるという暴論で無理やり演説させる権利を勝ち取り裕樹の選挙演説を成功させた。この結果、肝心の皐月自身は落選したものの副会長となり、掛け持ちで食品研究部に入部した。
枝川 希美（えだがわ のぞみ）
声 - 桃井穂美 / 儀武ゆう子
身長：148cm 体重：39kg スリーサイズ：B72/W50/H78
進学科3年生でショッケン前部長で、千里を部長に任命した張本人。実年齢は○学生で、外国で飛び級している帰国子女で、博士号を取れるくらいの超の付く天才児。しかしやはり実年齢ながらにお菓子などが大好きで、時々お菓子のために発明品を作るなど、お菓子にかける情熱は人一倍あり、時々裕樹が作る「大島ロール」は大の好物で「大島ロールジャンキー」と自負するほど。自らみんなに「のんちゃん」と言わせている。夜雲とは1年の頃のクラスメイトで、「やっくん」と呼ぶほどの親友の仲。選挙時には雑用を担当し、時々発明品を使う事がある。
電撃G's magazineにて行われたヒロイン昇格選挙の結果、PSP版ではヒロイン（攻略対象キャラ）に昇格している。
ノベライズ版『恋と選挙とチョコレート a novel』では「ねろねろねろね」という菓子の研究のためシカゴに単身渡米しており、学園には不在である。

### 食品研究部
夢島 朧（ゆめしま おぼろ）
声 - 緒方恵美 / 同左
身長：168cm 体重：50kg
進学科1年生でショッケン副部長。大手お菓子メーカー「うまちん」社長の御曹司で、その情報を聞いたショッケンにより入学早々半ば強引にスカウトされた。優しい口調で話し、女装させても違和感ないほどの容姿をしているが、目が笑ってなく淡々とした口調で卑猥な事を話すなど何を考えているか分からない時がある。時々裕樹に妖しい口調で接する事があり、好意を持っているようにも思われている。柔道の有段者（黒帯）で寝技が得意。超の付く低血圧で、目覚まし時計を最低10個以上準備しないと起きれない。手作りのお菓子は嫌いな方だが裕樹が作るお菓子だけは喜んで食べる。選挙時には雑用を担当。時にはウグイスボーイを買って出る事がある。
猿江 愛（さるえ あい）
声 - 木村あやか / いのくちゆか
身長：155cm 体重：50kg スリーサイズ：B80/W60/H80
進学科2年生でショッケン部員。綺衣とは家が隣の幼馴染で、綺衣より一日早く生まれたため綺衣のお姉さん的存在。いつも一緒に行動している。家が八百屋で毎夕売れ残った野菜が食卓に並び強制的に食べさせられるため野菜が嫌い。猿江の「猿（さる）」から、綺衣と合わせて「さるコンビ」と呼ばれているが、2人ともそう呼ばれるのを嫌がる。学園中を2人で自転車で爆走する姿は学園の名物となっている。選挙時には雑用を担当しているが、若干サボり癖がある。オレンジの髪で、野菜の髪留めをしている。
門前仲 綺衣（もんぜんなか きい）
声 - 月代薫 / 藤村歩
身長：155cm 体重：50kg スリーサイズ：B80/W60/H80
進学科2年生でショッケン部員。愛とは家が隣の幼馴染で、愛より一日遅れて生まれたため愛の妹的存在。いつも息の合った行動をする。家が魚屋で毎夕売れ残った魚が食卓に並び強制的に食べさせられるため魚が嫌い。門前仲の「門」と「綺衣」を足して「門綺衣（モンキー）」な事から、愛と合わせて「さるコンビ」と呼ばれているが、2人ともそう呼ばれるのを嫌がる。学園中を2人で自転車で爆走する姿は学園の名物となっている。選挙時には雑用を担当しているが、若干サボり癖がある。青い髪で、魚の髪留めをしている。
東雲 葉月（しののめ はづき）
声 - 咲峰千羽優 / 石松千恵美
身長：172cm 体重：50kg スリーサイズ：B90/W59/H88
学園教師で皐月の実姉。23歳。ショッケン顧問だがそのオープンでフレンドリーな性格から千里たちとは友達のような付き合いをしている。大の酒好きなのもあり部室にビールサーバーを設置し、職務時間帯にもかかわらずお菓子をつまみにビールを飲む。妹の皐月と同じくらい容姿に優れているが、その酒好きで押しの強い性格からか未だに彼氏がいない。高藤学園OGでもあり、在学中は自治生徒会長選挙で本選挙までいった過去がある。実家の和菓子屋の事は、とある理由から会話にしたくないほど敬遠しており、7年前(16歳)の頃より家を離れて一人暮らししている。本当は後妻（元愛人）の娘だが、子供を産めなかった前妻である義理の母に育てられた。昔は前妻を自分の本当の母親だと信じており、義理の妹だと思い込んでいた皐月も心の底から可愛がるなど（本当の母親である）後妻との関係も良好であった。しかし、輸血を受けた際に自分と後妻が血のつながった親子であることを理解、自分の父親は前妻が生きている時点ですでに他の女性に手を出しており、自分が生まれてきてしまうほどの年月を愛人と過ごしていたを知り、それまで以上に父親を激しく憎悪するようになる、自分が今の家庭を愛すれば、子供が生まれないという理由で父親や周囲から疎まれてきた前妻の名誉を守るものがないことから実家の存在自体を忌み嫌っている。料理は不得意で、時々裕樹を家に招いて作ってもらっており、交友を重ねる内に彼に淡い恋心を抱いている。

### 自治生徒会
毛利 夜雲（もうり やくも）
声 - 隼人朱雀 / 鈴村健一
身長：176cm 体重：62kg
進学科3年生で高藤学園現自治生徒会長（元治安部長）。未散と香奈の専属上司。整った顔立ちと人当たりの良い性格に加え、何事にも平等に扱う事で全校生徒の支持が高かったが、大沢事件の責任をとるため生徒会長を辞任する事となり、生徒達の不満や反感を買いながらも、次期生徒会長のために受け継ぎの準備などに奔走している。
治安部出身で、今回の治安部長・大沢の不祥事での大打撃と近年の治安部の成り行きにも頭を痛めている。また、治安部人権委員会にも所属していた事もあり、衣更をはじめとするケートク生達の、本来校則違反であるバイト行為も多少目を瞑るなど寛大な面もある。今回の選挙にあたり主導権交代による学園の混乱を防ぎたく、治安部の主導権を維持したいためもあり、裕樹に何かしら期待を寄せ、影ながらアドバイスなどをしている。希美とは1年の時のクラスメイトで、今でも親友の仲。
特定のルートで裕樹に寄せる期待の理由（香奈を救う唯一の希望）などが判明する。
身辺調査を行う2人のSPとスパイとして潜り込み生徒の動向調査を行う2人のS特を従えている。普段は細目であるが、香奈の一件で一瞬目（紫色の瞳）を見開いている。
アニメ版
アニメ版でのエピローグでは、退任後は残りの学園生活を香奈と一緒に過ごすべくショッケンに入部した。
二人のSP
声 -  - / SP1.松岡禎丞・SP2.島﨑信長
アニメ版のみ登場。現自治生徒会長である夜雲に付き従い、夜雲の指示の下、近辺調査などを受け持つ。二人とも夜雲の事を従うに値する人だと心から忠誠を誓っており、本選挙時には夜雲の指示の下、影で裕樹の近辺警護などにあたっている。
扇橋 香奈（おうぎばし かな）
声 - 倉田まりや / 井口裕香
夜雲に仕えるS特で、未散の親友。夜雲とは恋仲でもある。治安部と生徒会総務部の陰謀たる証拠を探っていたが、車(アニメ版では証拠隠滅を図る大沢が運転する車)に轢かれ瀕死の重傷を負い、命を取り留めるも、治安部OBが運営する堅平派の病院で意識を取り戻す事なく植物状態的な症状が続いていた。その後、裕樹から知らせを受けた未散が彼女の元へ駆けつけ病院から連れ出し、彼女の吹くハーモニカで意識を取り戻し、夜雲との再会の後、夜雲派の警護の下に保護される。未散のハーモニカの元持ち主。
アニメ版
アニメ版でのエピローグでは、長期入院による出席日数不足で１年浪人し、ショッケンに入部した。
森下 未散
主要人物を参照。
辰巳 茂平治（たつみ もへいじ）
声 - 木島宇太 / 水島大宙
身長：173cm 体重：73kg
進学科2年生で現生徒会総務部長。なぜかいつもへのへのもへじが描かれたマスクを被っており、今回の選挙に立候補している。候補1位の皐月に勝とうと色々と策を練っているが、賄賂ギリギリの姑息な手段などを使い、多くの生徒からあまり良い印象をもたれていない
アニメ版
。
大沢 ゆいな（おおさわ ゆいな）
声 -  - / 釘宮理恵
前治安部長で、反夜雲派(アニメ版では堅平派)の部員の一人。元々自己中心で過激な発言が多い事から全校生徒からの支持が低かったが、何故か夜雲の後任として治安部長に就任した。しかし周りの危惧したとおりに独裁的な言動が原因で数々の不祥事を起こし失脚、責任を取り退学し、治安部も責任を取り次期自治生徒会長選挙を自粛せざるを得なくなった。
アニメ版
ゲーム版ではグラフィックがなく「大沢」としか表記がなかった為男女不明であったがアニメ版で女性である事が判明。いじめられていた経済特待生が万引きをしたという冤罪に陥れられた際、嘘の告発をした側を調べすらせず、逆に経済特待生を告発した匿名のタレコミを元に、行き過ぎた取り調べを行った上証拠不十分のまま被疑者の名前を公開するという暴挙に出てしまう。これにより前項レベルでの経済特待生へのいじめをエスカレートさせた。被疑者は精神的に追い詰められ不登校となり、後日冤罪であることが発覚したことで治安部の取り調べの不当性が追及された。原作とは異なり、退学ではなく謹慎処分となっている。アニメ第9話から治安部長として自治生徒会に復帰する。しかし大沢事件について全く反省しておらず、夜雲が支援している裕樹に対しては、後に自分が実権を握る治安部にとっての「駒」としか見ていなく、治安部にとって害になる様なら「排除」しようと目論む。終盤までは計画通り人々を動かせていたが、しかし生徒の命さえ軽んじる学園全体の派閥闘争に怒りを感じた裕樹の機転により、人質であった香奈を未散によって救出されてしまう。さらに裕樹の会長当確の確率が高くなり、堅平派と自身が窮地に陥る事を悟り、千里を拉致して裕樹を最終演説会場に行かせない様にしたが、治安部夜雲派情報網により千里は裕樹に保護されてしまう。自身が消去したはずの堅平派の汚職のデータは、もしもの時のために香奈が別の所に保管していたため全てが発覚し、さらに香奈を車で轢いたのが大沢本人だとバレてしまい、夜雲による「会長権限」により治安部長職を解任され、殺人未遂などの罪で身柄を拘束された。治安部長の身でありながら経済特待生への差別に対して何も取りかからなかった事に対し、「一般生徒の日頃の鬱憤を経済特待生に向ける事で、学園の平和は保たれた」と語り、最後まで自分の考えを改めようとはしなかった。
堅平(かたひら)
アニメ版のみ。本人未登場。大沢の先輩。治安部内の夜雲派と対立する派閥の代表者。強硬派であり、夜雲は彼の行動を注視している。香奈を病院に受け入れる条件として大沢を治安部長に任命させた。選挙後は裕樹を支援する夜雲に香奈の治療を中止にすると脅迫するが、裕樹と未散に阻止され、さらに大沢が更迭され、全ての悪事が暴露されてしまう。

### その他人物
汐浜 陽高（しおはま ひだか）
声 - 睡蓮 / 真田アサミ
身長：161cm 体重：46kg スリーサイズ：B79/W57/H82
進学科2年生でASP所属の記者。性別が全く分からない容姿をしており、男子制服と女子制服を使い分けて着ているが全く違和感がなく、学園でもミステリアスな存在として知られている。「報道の自由」・「ペンは剣より強し」を地で行く偏った正義感の持ち主で、報道のためなら手段を選ばないところがある。無所属で当選した裕樹に興味を持ち、本人の希望で本選挙では番記者を担当する。
アニメ版
アニメ版でも裕樹の番記者を担当し、時には報道規約に差し障らない程度に大島陣営に情報などを提供する。実はASPが自分を男女二人分の生徒として部員にカウントして部費の水増しをしていることに気づき、それを調査するうちにASPは総務部と部費の水増し隠蔽と総務部に有利な選挙報道で結託していることを知ってしまう。真実を知った後は自分が利用されていたことを激しく後悔、裕樹たちのところへ駆けつけ全ての真実を告げて謝罪する。
有明 美絵瑠（ありあけ みえる）
声 - 榊原ゆい / 同左
身長：159cm 体重：46kg スリーサイズ：B78/W57/H80
進学科2年生で裕樹のクラスメイト、FNOS部長。生粋の腐女子で、裕樹と朧のカップリングにも興味がある模様。学園の噂や裏情報にも精通しており、幾多の騒ぎにも真相を知っていたかのような反応を見せる。裕樹の選挙活動に伴い「大島裕樹後援会」の副会長に抜擢された。
佐賀 玲二（さが れいじ）
声 - 柴木幕流 / 遊佐浩二
身長：190cm 体重：80kg
進学科2年生で裕樹のクラスメイト、驚嘆祝祭部部長。多少筋肉質な長身に丸眼鏡、頭部にプロペラが付いているなどインパクトの強い容姿をしている。暑苦しく心配性な性格で、時々周囲がうっとうしく感じるほどマイナス方向に悩む時がある。フィギュア好きで、手先が器用なのもあり彼の作ったフィギュアはそっちの方面に高い評価を得ており、そのため「ガレージ」とあだ名が付けられている。千里に淡い恋心を抱いているが、その想いが通じる事は今のところ無い。裕樹の選挙活動に伴い「大島裕樹後援会」の会長に抜擢された。
住吉 大輝（すみよし だいき）
物語開始時点では既に故人。千里の弟。板チョコが大好き。アニメ版では回想で登場。過去に起きた交通事故により姉の千里はトラウマとして残り、それ以来チョコレートが食べられなくなった。
ミケ
声 - 御子神猫 / 大西沙織
調理専攻科2年生でケートク生の少女。裕樹と千里とは1年の時のクラスメイトで、千里がクラスでリーダーシップを取っていたおかげでクラス内でケートク生への差別はなく、親友同士の付き合いをしていた。2年になって別々のクラスになっても友達付き合いをしている。
ブチ
声 - 花見るん / 佐藤奏美
調理専攻科2年生でケートク生の少女。ミケのクラスメイトで、1年の頃はひどい差別といじめに遭って周りにおびえる性格となり、一時は退学も考えていたが、ミケとの付き合いで多少は明るくなった。
タコスのおばちゃん
声 - 御苑生メイ / 今瀬未知
タコス（高藤学園購買部ストア「タコストア」）で働くおばちゃん。ショッケンが注文したお菓子を運んできてくれ、希美はこのおばちゃんが大好き。最近は病気を患い、食事制限がかけられているため、好きなものが食べられず悩んでいる。
衣更の弟たち
声 - - / にぃ.藤田麻美・ちぃ.飯田友子
衣更シナリオのみ登場。衣更の2人の弟で、兄の方は「にぃ」と呼ばれ、小学校高学年で常識人で、弟の方は「ちぃ」と呼ばれ、小学校中学年でやんちゃな性格。裕樹が青海宅をはじめて訪れた時に、裕樹に色々と質問攻めをしつつも、姉の事を大事にしてくれる事に期待している。
白河 あやめ(しらかわ - )
アニメ版のみ。本人未登場。一般生徒からの立候補者で、「行政三部でない、本当の革新候補」とアピールし、予備選挙では裕樹と並ぶ得票数を得ていたが、僅差で当選数には届かず、4位で落選した。美絵瑠の情報網ですら支持層や支持基盤が一切分からなく謎に包まれている女子生徒。
漫画ではそれぞれ小松川良男（かんの版）、西野俊介（依河版）となっている。
中村 琢磨(なかむら たくま)
アニメ版のみ。本人未登場。一般生徒からの立候補者で、予備選挙では二けたの票数を得たが、5位で落選した。
依河版の漫画では、なぞなぞ部の山田勝男となっていて、得票率4.8％の290票を獲得した。
東雲家の夫妻
ゲームでは回想のみ。アニメ版では回想によるシルエットで登場。葉月と皐月の両親であり、老舗和菓子屋「卯月堂」の店主夫妻。現在の妻は後妻であり、前妻は病気によって亡くなっている。後妻は夫の元愛人。

### 姉妹作からのゲスト出演
以下の4名はアニメ版のみ登場となる。
三谷 歩夢（みたに あゆむ）
声 - 茅原実里
第1話、第2話、第3話、第12話、第13話に登場。
本編では、千里の従姉であり裕樹の旧友。奉莉と真央と仲が良く、3人が急いで、走りかけていく描写が多い。
素直で優しい性格。千里たちとは別に、朝岡学園高校に通う。
BDに収録の第13話「恋妹!」では、学園イベントのために千里から借りていた高藤学園の制服を返しに、他の3人と共にショッケンを訪れ、お菓子対決で千里の手伝いをすることになった。
奈々瀬 奉莉（ななせ まつり）
声 - 伊藤かな恵
第1話、第2話、第3話、第12話、第13話に登場。
本編では、皐月の幼馴染であり裕樹の旧友。偶然裕樹とぶつかり再会するが、挨拶を交わすと直去っていた。
生まれも育ちも下町の少女で、サバサバした性格ながら、情には厚く面倒見がよい。
BDに収録の第13話「恋妹!」では、学園イベントのために皐月から借りていた高藤学園の制服を返しに、他の3人と共にショッケンを訪れ、お菓子対決で皐月の手伝いをすることになった。
茂森 真央（しげもり まお）
声 - 茅野愛衣
第1話、第2話、第3話、第12話、第13話に登場。
本編では、裕樹の旧友。以上3名は序盤と最終回（希実花含む）に登場。
幼い頃から男として育てられてきたため、人一倍正義感の強い美少女。
BDに収録の第13話「恋妹!」では、学園イベントのために借りていた高藤学園の制服を返しに、他の3人と共にショッケンを訪れ、お菓子対決の審判を務める。
拝田 希実花（はいだ きみか）
声 - 日笠陽子
第10話、第12話、第13話に登場。
終盤に登場。本編では、裕樹の旧友。眼科に診察を受けに行った際に病院で裕樹と再会する。
引っ込み思案な高校生。内気な性格を変えようと努力している。
BDに収録の第13話「恋妹!」では、学園イベントのために借りていた高藤学園の制服を返しに他の3人と共にショッケンを訪れ、ショッケン部室の様々な仕掛けや発明品に翻弄される。

## 用語
大都会・首都
物語の舞台である大都会。東京都江東区周辺をモデルにしており、『いますぐお兄ちゃんに妹だっていいたい!』の舞台にもなっている。
私立高藤学園
物語の舞台となる学園で、生徒数6000人を越えるメガ学園。首都の下流沿いに建てられ、治水施設が隣設してあり、校門前にある二つ並んだ斜張橋「双子橋」は学園のシンボルにもなっている。
自宅通勤・寮生活が自由に選択でき、隅から隅まで徒歩で15分かかるなど広大な敷地面積を持ち、レストラン並みにメニューの揃った学食堂をはじめ、校舎内にある購買部「高藤学園購買部ストア『タコストア』」（タコス）や、学生寮の側にあるマーケット「高藤学園購買部マーケット『タコマート』」（タコマ）などが在るなど、一つの町と化している。
2年生になった時点で「進学科」と「専攻科」を選択するようになっており、専攻科を選んだ場合、その分野での就職がほぼ約束されている。他にも家庭の経済的理由から学費が免除されるが、勤労が義務づけられている「経済特待生制度」が設けられている。
部活動が100以上乱立しているため、自治生徒会が主体となって管理・運営している。ちなみにアルバイトは原則として禁止している。
学園の情報は主にインターネットでの高藤学園HPの掲示板でリアルタイムで更新され、選挙期間内の候補者の支持率も確認できる。ASPもHPや号外で告知する場合がある。
自治委員会
一言で言えば「生徒会」なのだが、メガ学園である高藤学園においては1つの組織だけでは運営しきれないため、主に行政3部に別れて運営している。学園のほぼ全ての運営を握っており、生徒会長は実質的な最高責任者でもある。
- 生徒会長（自治委員会委員長）
  - 治安部：主に自警的活動で、ケートク生の差別問題等を担当する「治安部人権委員会」などの部署がある。今まで自治委員会の主導権を握っていたが、最近ASPにより治安部長・大沢の不祥事が暴かれ支持率が低迷し、さらに2つの派閥に分裂している。
  - 総務部：物品などの仕入れや福利厚生、部活動の管理。学園内での書類等の成否の採決も行っている。
  - 財務部：自治生徒会の財務管理、学園行事や部活動の予算管理や資産運用。

しかし設立以来そのシステムが延々と運営されているため、逆にそれが昔から改変しづらい「問題」となっている。
S特
「Secret 特務員」の略で、簡単に言うとスパイ。高藤学園内の治安維持活動は全て治安部が行っているが、普通のやり方では高藤学園隅々まで手が届かないため、裏の手段としてS特に諜報活動をさせている。
一般生徒として学園生活を送りながら密かに生徒の動向を調査し治安部に報告、それにより治安部は大きな事件に発展する前に処理する事が出来る。治安部OBが関係している児童養護施設から選出してS特生徒として入学させ、馴致（じゅんち）教育が終わると専属の幹部に付く。
次期自治生徒会長選挙
高藤学園では年に一度、次期自治生徒会長を決めるための選挙がある。最初に数日間の演説活動の後、投票により全校生徒の10%以上の票を獲得した立候補者（この場合、全校生徒6000人の10%の600人）が当選する「予備選挙」と、その中からさらに10日間の演説活動の末に投票により会長を決める「本選挙」がある。選挙期間内では自費以外の金銭の使用は原則として禁止だが、自治委員会からの立候補者に限っては条件付きで許可されるという不公平な特例もある。予備選挙期間内は丁度「高藤学園物販祭」と重なるため、立候補者はその物販祭で投票数と、本選挙資金を稼ぐ事となる。
ここ数年治安部出身者が代々会長に当選していたが、今期は治安部長・大沢が不祥事を起こしたため大沢は責任を取り退学、治安部も自粛という形で選挙に出馬出来なくなり、残る総務部と財務部が政権交代する千載一遇の機会だと会長当選に意欲を燃やしており、他の生徒達も一気に成り上がる機会だと、100名近く（アニメ版4話では推定2.300名以上）の立候補者が出た。
経済特待生
私立高藤学園において、家庭の経済的理由から学費免除の条件として設けられている制度で通称「ケートク生」。条件として勤労義務が課せられており、部活動には入部できない。一般生徒から差別をうけることがあり、精神的苦痛から自主退学するなど昔から問題となっている。
大沢事件
治安部長であった大沢が起こした事件。作中では詳細は明らかにされていないが、元々自己中心的な性格だった大沢が起こした数々の不祥事をASPが暴いた事により全校生徒の知る事となり、学園に多大な迷惑をかけたとして大沢は責任をとり退学、治安部も連帯責任をとり次期自治生徒会長選挙の出馬を自粛する羽目となった。この事件は大沢が全校生徒の支持率が低く、治安部長に就任した際への危惧視がされていたにもかかわらず、夜雲をはじめとする治安部の推薦があった事など数々の謎を残している。
アニメ版で被疑者に対する行き過ぎた取調べおよび情報の漏洩、そしてケートク生に対する差別などが問題として挙げられた。
部活動
メガ学園である高藤学園では同好を求める者たちも多く、100を越える同好会や部活動が乱立しているが、予算を食いつぶすだけの無実績な部活動もあるなど、自治委員会の悩みのタネでもある。敷地内に「部活棟」が建てられており、冷暖房完備など、設備は整っており、露天風の風呂場もある。
食品研究部
裕樹達が所属している部で通称「ショッケン」。部活動は部費で購入したお菓子を食し、研究するといった内容で、誰から見ても「部費でお菓子を買って食べている」としか見られていない。そのため今回の次期自治生徒会長選挙での皐月の統廃合リストでは廃部候補の筆頭に上げられ、窮地に立たされている。アニメ版では希美の発明により数々のしかけが部室に施されており、「ショッケン七つの誓い」なる部員達の誓い事がある。
FNOS（「腐の巣」）
分かりやすく言うと「腐女子同好会」。主にBL関係の物品を買い漁り、BLのカップリングを熱く語り合うという同好会。同人誌即売会で同人誌を販売するなど、部としての活動はしているが、部費削減候補（30%削減）に挙げられた。
本来は"Female Nation Of Single"の略であり、フェミニスト思想の女子が集まる真面目な部活だった。
ASP
過激な報道部で、正式名称は「Anti Suppression Paper」（抗抑制紙）。治安部の秘密裏に処理されていた副部長・大沢の不祥事などを暴いて、今までの「学園の問題」と学園世論に火を付けた部。自治委員会も忌々しく思っており、場合によっては廃部にしようと考えているという噂もある。
アイドル研究部
高藤学園の美少女100人を選んで「高藤美少女100選」を発行している部。数年前まで「高藤美少女TOP10」なる企画があったが、不満を抱いた女生徒達の要望を聞き入れた自治委員会の通告により廃止され、現部長は復活させようと努力している。
驚嘆祝祭部
分かりやすくいうと「フィギュア部」で、フィギュアの収集と製作・販売をしている部。彼等の製作するフィギュアは完成度が高く、その手の世界では有名。イベントでフィギュアを販売するなど部としての活動はしているが、部費削減候補（50%削減）に挙げられた。
第一新聞部
正式名称「高藤学園第一新聞部」。高藤学園を代表する報道部で、多種多様な記事を扱う。
マス研
正式名称「マスコミ研究部」。第一新聞部の次に高藤学園で知られている報道部。
FPR18
報道部の一つで、正式名称は「フリーペーパー（Free Paper）R18」。主にゴシップ関係の報道をする。
SMC
報道部の一つで、正式名称は「Super Morning Club」（超朝コメント部）。主にイデオロギー関係の報道をする。
リポ研
報道部の一つで、正式名称は「リポーター技術研究部」。最近有料会員が増えなく苦労している。
NUY
報道部の一つ。真面目に記事に取り組んでいるが、面白味に欠けているのが難点。
エア相撲部
目の前に相手が居る事をイメージしながら一人で相撲をする部。ちゃんこ鍋にかかる費用に皐月が「ちゃんこ鍋もエアにしたら良い」と言う判断で部費削減候補に挙げられた。
犬鍋研究部
部活名からして食べ物の犬鍋と思われがちだが、ねこ鍋のように犬を鍋に寝転がして可愛く見せようと日々研究している部。しかし原則として部活棟にペットの持ち込みは厳禁であり、犬を入れるだけの大きな鍋を製作している内に趣旨が「大きな犬が入る鍋を製作する部」へと変わっている。そのため鍋の制作費が無駄だと部費削減候補（50%削減）に挙げられた。
エア山岳部
アニメ版のみ。山に居る事をイメージしながら一人で登山する部。しかし実際の活動内容に不透明な所が多く、さらに部費の私的運用が疑われ、財務部からの数度に渡る明細書請求に半年間応じなかった事から廃部候補に挙げられた。
オゾンホール覗こう会
アニメ版のみ。実際どのような活動をしているのかが不明で、部費の運用にも不透明な所があり、さらに部員数の水増しにより部費を多く請求した疑いがあり、財務部の調査にも非協力的なため、大変悪質だと廃部候補に挙げられている。
大島ロール
裕樹が趣味で作っているロールケーキで、ショッケンの名物。スポンジケーキに蜂蜜を、生クリームにも練乳を加えているなど色々と工夫を凝らしており、希美をはじめとするショッケン部員は大島ロールの熱狂的なファンでもある。「堂島ロール」がモデルである。
やおい棒（うまい棒のパロディ）
お菓子会社「うまちん」（株式会社やおきんのパロディ）が生産・販売しているお菓子で、全国的に大人気。豊富な種類があり、廃盤になったものや生産数が少なくレアな物など多種多様で、ショッケンにも朧から試食・贈答という形で時々試作品などが送られてくる。

## スタッフ
- 原画 - 春夏冬ゆう
- シナリオライター - 堅木功
- 音楽 - Elements Garden、I've
- プロデューサー - サカモトアキラ

## 主題歌
PC版オープニング主題歌「INITIATIVE」
作詞・歌 - 川田まみ / 作曲・編曲 - 中沢伴行
PSP版オープニング主題歌「STEP AHEAD」
作詞・歌 - Annabel / 作曲・編曲 - myu
挿入歌「piece of my heart」
作詞 - 川田まみ / 作曲 - 中沢伴行 / 編曲 - 中沢伴行、一色由比 / 歌 - 舞崎なみ
千里エンディングテーマ「a little love song」
作詞 - RUCCA / 作曲・編曲 - 菊田大介（Elements Garden） / 歌 - 杜若桔梗
衣更エンディングテーマ「三つ葉のクローバー」
作詞 - RUCCA / 作曲 - 上松範康（Elements Garden） / 編曲 - 母里治樹（Elements Garden） / 歌 - 杏子御津
未散エンディングテーマ「きみのいろ おしえて」
作詞 - 中山真斗（Elements Garden） / 作曲・編曲 - 藤間仁（Elements Garden） / 歌 - 井ノ原理子
美冬エンディングテーマ「傷つけられるより傷つけるほうが痛いよ、なんて...」
作詞 - RUCCA / 作曲・編曲 - 藤田淳平（Elements Garden） / 歌 - 鳴坂ありす
皐月エンディングテーマ「青空StartingLine」
作詞・作曲・編曲 - 中山真斗（Elements Garden） / 歌 - 小夏スミレ
希美エンディングテーマ「かたちないもの」
作詞 - RUCCA / 作曲・編曲 - 中山真斗（Elements Garden） / 歌 - 枝川希美（CV.儀武ゆう子）
エンディング主題歌「Jewelry Time」
作詞・歌 - Ceui / 作曲 - 小高光太郎、Ceui / 編曲 - 小高光太郎

## 商品回収
2010年11月2日、spriteは『恋と選挙とチョコレート』初回版に『Like a Butler』（AXL）の体験版ムービーが混入していたことを発表し、初回版の回収を行うことを発表した。この他にも『はらみこ』・『借金姉妹2AfterStory』（いずれもspriteの親ブランド・Selenのゲーム）のゲームデータも混入していたとされている。

## 漫画版
恋と選挙とチョコレート
『電撃G's magazine』にて2011年2月号から2014年4月号まで連載された。作画はかんの糖子。ゲーム版の皐月ルートをメインに構成されている。
- 第1巻 2011年7月27日発行 ISBN 978-4-04-870721-3
- 第2巻 2012年2月27日発行 ISBN 978-4-04-886403-9
- 第3巻 2012年7月27日発行 ISBN 978-4-04-886883-9
- 第4巻 2013年2月27日発行 ISBN 978-4-04-891459-8
- 第5巻 2013年8月27日発行 ISBN 978-4-04-891863-3
- 第6巻 2014年5月27日発行 ISBN 978-4-04-866596-4

恋と選挙とチョコレート SLC
『月刊コミック電撃大王』にて2011年5月号から2014年1月号まで連載された。作画は依河和希。SLCはStray Little Cat（迷い子猫）の略。ゲーム版の未散ルートをメインに構成されている。
- 第1巻 2011年9月27日発行 ISBN 978-4-04-870894-4
- 第2巻 2012年2月27日発行 ISBN 978-4-04-886409-1
- 第3巻 2012年7月27日発行 ISBN 978-4-04-886848-8
- 第4巻 2013年1月26日発行 ISBN 978-4-04-891351-5
- 第5巻 2013年7月27日発行 ISBN 978-4-04-891768-1
- 第6巻 2014年1月27日発行 ISBN 978-4-04-866239-0

## 小説
恋と選挙とチョコレート a novel
著：三上康明 / イラスト：AIC、綾野なおと / 監修：恋チョコ製作委員会 / 発売日：2012年8月21日 ISBN 978-4-09-451358-5
ガガガ文庫（小学館）から発売されたノベライズ版。巻頭の絵はテレビアニメ版のものだが、本編の内容はゲーム版が元となっている。枝川希美はシカゴに渡米中で登場しないほか、猿江愛・門前仲綺衣・東雲葉月も登場しない。

## CD
恋と選挙とチョコレート ED主題歌集 「CHOCOLATE SONGS」
型番 LACA-15114
発売元 Lantis
価格 2,476円（税別）
2011年4月27日発売
恋と選挙とチョコレート ORIGINAL SOUNDTRACK
型番 KSCCD001
発売元 sprite
初回版豪華デジパックパッケージ仕様
価格 3,200円（税別）
2011年5月27日発売

## テレビアニメ
2012年7月から9月にかけて、TBSほかにて放送された。「恋と選挙とチョコレート」のタイトルロゴマークのデザインはゲーム版と同じだが、ゲーム版や漫画版ではロゴマークの下に "Love, Election & Chocolate. The story of a boy yearning for true love and a girl hating chocolate." と書かれているのに対し、テレビアニメ版では "Koi to Senkyo to Chocolate" と書かれている。
ニコニコチャンネルや最後発のAT-Xでは映像バージョンが異なり、パンチラなどに被される光処理がない。

### アニメあらすじ
第1話「廃部！」
大島裕樹と住吉千里が属する食品研究部（ショッケン）は、お菓子を試食することを主な活動内容とする部である。一方、高藤学園自治生徒会財務部長の東雲皐月は部活動を整理することで財政の健全化を図ることを主張しており、会長選挙に立候補すると見られている。会長は例年治安部・財務部・総務部の各部が推薦する3候補の中から選ばれており、現会長は治安部出身者である。ところが、今年は治安部長の大沢が起こした不祥事のために治安部が推薦を自粛し、皐月が当選する可能性が噂されている。ショッケンの部員は廃部の危機を回避するため、会長をショッケンから出すことを考える。立候補者として（本人を除く）全員一致で選ばれたのは、裕樹だった。
最終話「投票！」
本選挙当日、裕樹と千里をスタンガンで襲った犯人は、千里を連れ去り裕樹を電話で脅迫する。犯人の要求は指定の公衆電話を順次巡ることであり、裕樹が最終演説を行うことを妨害しようとするものであった。治安部を動かした会長は、千里を誘拐したのが大沢治安部長であることを知り、千里の監禁場所を裕樹に知らせる。裕樹は最終演説で会長の援助を受けていたことを告白し、会長選を行う中で高藤学園の全生徒に対する信頼感を得たことを話す。その後、会長選挙に当選したのは裕樹であった。副会長に就任した皐月は掛け持ちでショッケンに入部し、夜雲と香奈も残りの学園生活を楽しむべくショッケンに入部する。ある日、恋人同士になった裕樹と千里は一緒に大輝の墓参りをし、物語は幕を下ろす。
第13話「恋妹！」
生徒会長総選挙が終わり、生徒会長になった祐樹はある日の週末に千里からショッケン部室に呼び出され、選挙に協力してくれたみんなのためにお菓子の作り方を教えてほしいと頼まれる。作るお菓子を思案している中、祐樹を探しに副会長になった皐月が訪れ、千里と皐月が祐樹を巡って口論となり、そして祐樹・千里・皐月の知り合いである歩夢・奉莉・真央・希実花の4人が訪れ、みんなが考えた末に祐樹を審査員&景品として、千里と皐月のどちらが美味しいお菓子を作るかの勝負になった。

### スタッフ（アニメ）
- 原作 - sprite/fairys
- キャラクター原案 - 春夏冬ゆう
- 監督 - 喜多幡徹
- シリーズ構成・脚本 - 高山カツヒコ
- キャラクターデザイン・総作画監督 - 合田浩章
- メインアニメーター - 猪股雅美、立川聖治
- 美術監督 - 高橋麻穂
- 色彩設計 - 松山愛子
- コンポジットディレクター - 平林奈々恵
- 3DCGI - 井口光隆
- 編集 - 右山章太
- 音楽 - Elements Garden
- 音響監督 - 本山哲
- プロデューサー - 梅本聡一郎、小荒井孝典、斎藤滋、サカモトアキラ、金庭こず恵、田中潤一朗、浦城義明
- アソシエイトプロデューサー - 内山景子、林　洋平
- アニメーションプロデューサー - 黄樹弐悠
- アニメーション制作 - AIC Build
- 製作協力 - アニプレックス、アスキー・メディアワークス、ランティス、ライトウェイ、AIC、ムービック、BS-TBS
- 製作 - 恋チョコ製作委員会、TBS

### 主題歌（アニメ）
オープニングテーマ「シグナルグラフ」
作詞・歌 - Annabel / 作曲・編曲 - myu
エンディングテーマ「風のなかのプリムローズ」
作詞・歌 - Ceui / 作曲 - 小高光太郎、Ceui / 編曲 - 小高光太郎
挿入歌「ハローメロウ」（第1話）
作詞・歌 - Annabel / 作曲・編曲 - myu
挿入歌「Jewelry Time」（第11話）
作詞・歌 - Ceui / 作曲 - 小高光太郎、Ceui / 編曲 - 小高光太郎

### 各話リスト
| 話数   | サブタイトル | 絵コンテ     | 演出                | 作画監督                                                     | 総作画監督                  |
| ------ | ------------ | ------------ | ------------------- | ------------------------------------------------------------ | --------------------------- |
| 第1話  | 廃部!        | 喜多幡徹     | 唐戸光博            | 立川聖治                                                     | 合田浩章                    |
| 第2話  | 出馬!        | 喜多幡徹     | 秋田谷典昭 朝木幸彦 | 森前和也                                                     | 猪股雅美、合田浩章          |
| 第3話  | 戦略!        | 高本宣弘     | 駒屋健一郎          | 小関雅                                                       | 猪股雅美、合田浩章          |
| 第4話  | 資金!        | 堀之内元     | 鈴木芳成            | 安形佳己                                                     | 猪股雅美、合田浩章          |
| 第5話  | 祭典!        | 金崎貴臣     | 中智仁              | 片岡育、平野勇一 島千蔵                                      | 立川聖治、合田浩章          |
| 第6話  | 開票!        | ウシロシンジ | ウシロシンジ        | 中原清隆                                                     | 猪股雅美、合田浩章 立川聖治 |
| 第7話  | 合宿!        | 堀之内元     | 安藤貴史            | 鈴木勇、諸石美雪 百瀬恵美子                                  | 合田浩章、立川聖治          |
| 第8話  | 真実!        | 伊藤真朱     | 岩田義彦            | 森前和也、古川英樹                                           | 猪股雅美、合田浩章          |
| 第9話  | 事故!        | 金崎貴臣     | 駒屋健一郎          | 井口真理子、余島郁枝 谷友子                                  | 合田浩章、鈴木勇            |
| 第10話 | 錯綜!        | 池端隆史     | 秋田谷典昭 朝木幸彦 | 立川聖治、中原清隆                                           | 立川聖治                    |
| 第11話 | 捜索!        | 小林智樹     | 中智仁 野亦則行     | 片岡育、服部憲知 平野勇一、谷川政輝                          | 猪股雅美、立川聖治 合田浩章 |
| 第12話 | 投票!        | 堀之内元     | 安藤貴史            | 鈴木勇、猪股雅美 立川聖治、うめつゆきのり 諸石美雪、森前和也 | 合田浩章                    |
| 第13話 | 恋妹!        | 堀之内元     | 仁昌寺義人          | 立川聖治、猪股雅美                                           | 合田浩章                    |

### 放送局
| 放送地域   | 放送局             | 放送期間                                         | 放送日時                              | 放送系列          | 備考                                                    |
| ---------- | ------------------ | ------------------------------------------------ | ------------------------------------- | ----------------- | ------------------------------------------------------- |
| 関東広域圏 | TBSテレビ          | 2012年7月5日 - 9月27日                           | 木曜 25:25 - 25:55                    | TBS系列           | 製作局、字幕放送、作品の舞台地（東京都）                |
| 韓国全域   | ANIPLUS            | 2012年7月10日 - 10月2日                          | 火曜 24:00 - 24:30                    | CS放送 ネット配信 | リピート放送あり 韓国語字幕あり                         |
| 中京広域圏 | 中部日本放送       | 2012年7月12日 - 10月4日                          | 木曜 26:00 - 26:30                    | TBS系列           | 字幕放送                                                |
| 京都府     | KBS京都            | 2012年7月13日 - 10月5日                          | 金曜 25:00 - 25:30                    | 独立局            |                                                         |
| 兵庫県     | サンテレビ         | 2012年7月15日 - 10月7日                          | 日曜 24:30 - 25:00                    | 独立局            |                                                         |
| 日本全域   | BS-TBS             | 2012年7月28日 - 10月13日                         | 土曜 25:00 - 25:30                    | BS放送            | 製作協力                                                |
| 日本全域   | ニコニコチャンネル | 2012年7月30日 - 10月14日                         | 月曜 25:00 更新                       | ネット配信        | 第1話は1週間無料、以降有料配信 映像バージョンが異なる   |
| 日本全域   | ShowTime           | 2012年7月31日 - 10月15日                         | 火曜 12:00 更新                       | ネット配信        | 第1話は2週間無料配信 第2話以降最新話1週間無料配信       |
| 日本全域   | PlayStation Store  | 2012年8月1日 - 10月16日                          | 水曜 夕方頃更新                       | ネット配信        |                                                         |
| 日本全域   | AT-X               | 2012年8月14日 - 9月25日 2012年10月2日 - 10月30日 | 火曜 10:00 - 10:30 火曜 22:00 - 22:30 | アニメ専門CS放送  | リピート放送あり 有料放送のため、映像バージョンが異なる |

### 関連商品

#### BD / DVD
| 巻数 | 発売日         | 収録話          | 規格品番     | 規格品番     | 規格品番  | BD・DVD完全生産限定版特典                                                                           |
| 巻数 | 発売日         | 収録話          | BD           | DVD限定版    | DVD通常版 | BD・DVD完全生産限定版特典                                                                           |
| ---- | -------------- | --------------- | ------------ | ------------ | --------- | --------------------------------------------------------------------------------------------------- |
| 1    | 2012年9月26日  | 第1話           | ANZX-6561/2  | ANZB-6561/2  | ANSB-6561 | アドベンチャーピクチャードラマDVD「いけない葉月先生」                                               |
| 2    | 2012年10月24日 | 第2話 - 第3話   | ANZX-6563/4  | ANZB-6563/4  | ANSB-6563 | 恋チョコ デュエットソングCD 1（住吉千里&東雲皐月）                                                  |
| 3    | 2012年11月21日 | 第4話 - 第5話   | ANZX-6565/6  | ANZB-6565/6  | ANSB-6565 | ふたりきりシチュエーションドラマCD「恋チョコプラス 1」（住吉千里/木場美冬） ※バイノーラル録音仕様   |
| 4    | 2012年12月26日 | 第6話 - 第7話   | ANZX-6567/8  | ANZB-6567/8  | ANSB-6567 | 恋チョコ デュエットソングCD 2（木場美冬&青海衣更）                                                  |
| 5    | 2013年1月23日  | 第8話 - 第9話   | ANZX-6569/70 | ANZB-6569/70 | ANSB-6569 | ふたりきりシチュエーションドラマCD「恋チョコプラス 2」（青海衣更/森下未散） ※バイノーラル録音仕様   |
| 6    | 2013年2月27日  | 第10話 - 第11話 | ANZX-6571/2  | ANZB-6571/2  | ANSB-6571 | 恋チョコ デュエットソングCD 3（森下未散&扇橋香奈）                                                  |
| 7    | 2013年3月27日  | 第12話 - 第13話 | ANZX-6573/4  | ANZB-6573/4  | ANSB-6573 | ふたりきりシチュエーションドラマCD「恋チョコプラス 3」（東雲皐月/大沢ゆいな） ※バイノーラル録音仕様 |

#### CD（関連商品）
| 発売日         | タイトル                                          | 規格品番  |
| -------------- | ------------------------------------------------- | --------- |
| 2012年8月22日  | CHOCOLATE SELECTION                               | LASA-5141 |
| 2012年9月26日  | 恋と選挙とチョコレート オリジナルサウンドトラック | LASA-5142 |
| 2012年10月10日 | 恋と選挙とチョコレート ドラマCD                   | LASA-5143 |

## WEBラジオ

### 夢島朧［おがためぐみ］のショッケン乱YO!
『【恋チョコラジオ】夢島朧［おがためぐみ］のショッケン乱YO!』は、2010年12月10日から2011年8月5日までLantis web radioで配信されていたラジオ番組。隔週金曜日更新。全18回。
パーソナリティ
緒方恵美（夢島朧 役）
コーナー
- 朧流上品な日本語講座
  - うまちんの御曹司である朧に上品な日本語を教えてもらうという体で、リスナーが緒方に言ってほしい言葉を投稿するコーナー。

- うまちん開発室
  - 作中で登場した「濃縮3倍コーヒー味」のような、リスナーが食べたくないやおい棒のフレーバーを投稿するコーナー。

- 夢島朧のヒミツの部屋
  - 朧の自室であり、副部長権限によってなにをやってもいいコーナー。

- 放課後の保健室
  - 緒方が保険医となり、リスナーからの相談に耳を傾けるコーナー。

- ふつおた
  - いわゆるふつうのおたよりコーナー。

### 緒方恵美のショッケン乱YO!ぴゅあ
『【恋チョコラジオ】緒方恵美のショッケン乱YO!ぴゅあ』は、2011年8月19日から12月30日までLantis web radioで配信されていたラジオ番組。隔週金曜日更新。全11回。パーソナリティは前回と同じく緒方恵美が担当。最終回については、秋葉原電気外祭り2011冬 in 平和島にて公開収録が行われた。
コーナー
- 朧流上品な日本語講座ぴゅあ
- ぼくとわたしのピュアメモリーズ
  - リスナーが心に秘めている純粋無垢だった頃の思い出を投稿するコーナー。

- コンフェッサーオガタの愛の洗礼部屋
  - 「心が汚れてしまった」出来事をリスナーが投稿し、コンフェッサーオガタの洗礼によってリスナーを浄化するコーナー。

- （おとな）こども相談室
  - いろいろな悩みを緒方に相談するコーナー。

- ふつおた

### 緒方恵美のショッケン乱YO!!
『アニメ『恋と選挙とチョコレート』ラジオ 緒方恵美のショッケン乱YO!!』は、2012年4月27日から12月28日までHiBiKi Radio Stationで配信されていたラジオ番組。毎週金曜日更新。全36回。パーソナリティはこれまでに引き続いて緒方恵美が担当。なお、本放送前の4月13日にはプレ放送が配信された。
コーナー
- ふつおた
- 緒方恵美の私が総理大臣になったら!!（仮）
  - リスナーから相談を寄せてもらい、結論をリスナーの投票によって決定するコーナー。

- 朧流上品な日本語講座
- 副部長、ごめんなさい。
  - 副部長に報告する程度の小さな失敗を緒方に投稿（懺悔）するコーナー。

- ショッケンちょこっとクッキング
  - ゲストにパンケーキを作ってもらうコーナー。

ゲスト
- #1（2012年4月27日） - 中村繪里子（住吉千里 役）
- #3（2012年5月11日） - 門脇舞以（青海衣更 役）
- #5（2012年5月25日） - 今井麻美（森下未散 役）
- #7（2012年6月8日） - 水橋かおり（木場美冬 役）
- #9（2012年6月22日） - 浅川悠（東雲皐月 役）
- #11（2012年7月6日） - Annabel（アニメ版OPテーマ担当）
- #13（2012年7月20日） - 石松千恵美（東雲葉月 役）
- #15（2012年8月3日） - Ceui（アニメ版EDテーマ担当）
- #17（2012年8月17日） - 喜多幡徹（アニメ版監督）
- #19（2012年8月31日） - 真田アサミ（汐浜陽高 役）
- #20（2012年9月7日） - いのくちゆか（猿江愛 役）
- #22（2012年9月21日） - 中村悠一（大島裕樹 役）
- #23（2012年9月28日） - 儀武ゆう子（枝川希美 役）
- #25（2012年10月12日） - 藤村歩（門前仲綺衣 役）
- #27（2012年10月26日） - 榊原ゆい（有明美絵瑠 役）
- #30（2012年11月16日） - 松岡禎丞・島﨑信長（二人のSP 役）
- #33（2012年12月7日） - 水島大宙（辰巳茂平治 役）
- #34（2012年12月14日） - 遊佐浩二（佐賀玲二 役）
- #35（2012年12月21日） - 茅原実里（三谷歩夢 役）
- #36〈最終回〉（2012年12月28日） - 中村繪里子・水島大宙（住吉千里・辰巳茂平治 役）

上記のほかに鈴村健一（毛利夜雲 役）が、第36回<最終回>に音声メッセージで出演。